# Aast
 Aast  es una población y comuna francesa, en la Región de Nueva Aquitania, departamento de Pirineos Atlánticos, en el distrito de Pau y cantón de Valles del Ousse y de Lagoin.

## Historia
DE 1793 a 2015 formó parte del cantón de Montaner

## Demografía
| Gráfica de evolución demográfica de Aast entre 2006 y 2021 |
|                                                            |

Fuentes: INSEE.

## Políticos
Elecciones Presidential Segunda Vuelta:
| Elección | Elección | Candidato Ganador | Partido | %     |
| -------- | -------- | ----------------- | ------- | ----- |
|          | 2022     | Emmanuel Macron   | LREM    | 64,04 |
|          | 2017     | Emmanuel Macron   | EM      | 77,97 |
|          | 2012     | Nicolas Sarkozy   | UMP     | 53,08 |
|          | 2007     | Nicolas Sarkozy   | UMP     | 53,52 |
|          | 2002     | Jacques Chirac    | RPR     | 84,83 |